# Rivière Magusi
Rivière Magusi / Magusi River är ett vattendrag i Kanada.   Det ligger i provinserna Ontario och Québec, i den sydöstra delen av landet, 400 km nordväst om huvudstaden Ottawa.
I omgivningarna runt Rivière Magusi växer i huvudsak blandskog. Trakten runt Rivière Magusi är nära nog obefolkad, med mindre än två invånare per kvadratkilometer.